# Harpolithobius hemusi
Harpolithobius hemusi är en mångfotingart som beskrevs av Kaczmareck 1975. Harpolithobius hemusi ingår i släktet Harpolithobius och familjen stenkrypare.
Artens utbredningsområde är Bulgarien. Inga underarter finns listade i Catalogue of Life.